# العيلة دي (مسلسل)
العيلة دي هو مسلسل دراما مصري من إخراج أحمد خالد أمين وتأليف أماني التونسي وبطولة وفاء عامر، ريهام الشنواني، محمد ثروت، إسلام إبراهيم، إنعام سالوسة، إسماعيل فرغلي ويوسف عثمان. عرض المسلسل على قناة دي إم سي في 19 نوفمبر 2022.

## قصة المسلسل
تدور الأحداث في إطار اجتماعي كوميدي، حول عائلة مصرية تنتمي للطبقة المتوسطة، ويتم من خلال تلك الأسرة طرح عدة مشاكل وقضايا إنسانية تحدث بالفعل في مجتمعنا الحالي.

## طاقم التمثيل
- وفاء عامر: (دلال عبدالواحد)
- ريهام الشنواني: (دعاء)
- محمد ثروت: (الدمرداش)
- إسلام إبراهيم: (هشام)
- إنعام سالوسة: (دهب)
- إسماعيل فرغلي: (دويدار)
- يوسف عثمان: (داوود)
- سارة نور: (ملك)
- أمينة البنا: (سلمى)
- نور بدر الدين: (فادي)
- عبد الرحمن حسن: (وليد)
- هنا يسري: (مريم)
- هايدي رفعت: (منار)

## فريق العمل
- تأليف: أماني التونسي
- إخراج: أحمد خالد أمين
- إنتاج: أروما - AROMA، تامر مرتضى
- غناء: هشام عباس